# دوري أبطال إفريقيا للسيدات 2023
كانت نسخة 2023 من دوري أبطال إفريقيا للسيدات الثالثة من البطولة السنوية الأفريقية لكرة القدم النسائية للأندية التي ينظمها الاتحاد الإفريقي لكرة القدم، وقد استضافتها ساحل العاج من 5 إلى 19 نوفمبر 2023. الفائزات في هذه النسخة سوف يتأهلن تلقائيًا إلى مرحلة المجموعات للنسخة التالية من البطولة. تم إجراء قرعة التصفيات في 5 يوليو 2023 في أكاديمية محمد السادس لكرة القدم في الرباط، المغرب.
نادي الجيش الملكي للسيدات هن حاملات اللقب سابقا والوصيف حاليا.

## الفرق المتأهلة
تأهل لهذه النسخة مثل النسختين السابقتين من البطولة عبر 6 بطولات تأهيل من الاتحادات الفرعية التي تنافست بين أغسطس وسبتمبر 2023 حيث كان لكل اتحاد ممثل. وباعتبارها حاملة اللقب، تأهلت الجيش الملكي تلقائياً لمرحلة البطولة الرئيسية.
| الاتحادات        | الفرق                               | طريقة التأهل                                                             | المشاركة |
| ---------------- | ----------------------------------- | ------------------------------------------------------------------------ | -------- |
| ساحل العاج       | أتلتيكو إف. سي. دا أبيدجان (مضيفين) | بطل البطولة الوطنية للسيدات في كوت ديفوار 2022–23                        | الأولى   |
| المغرب           | إيه إس فار (أبطال سابقون)           | الفائزين بدوري أبطال أفريقيا للسيدات 2022                                | الثالثة  |
| المغرب           | إس سي كازابلانكا                    | بطل تصفيات دوري أبطال أفريقيا للسيدات 2023 اتحاد شمال أفريقيا لكرة القدم | الأولى   |
| مالي             | إيه إس ماندي                        | بطل تصفيات دوري أبطال أفريقيا للسيدات 2023 منطقة غرب أفريقيا أ           | الثانية  |
| غانا             | أمبم داركوا                         | بطل تصفيات دوري أبطال أفريقيا للسيدات 2023 منطقة غرب أفريقيا ب           | الأولى   |
| تنزانيا          | ج ك ت كوينز                         | بطل تصفيات دوري أبطال أفريقيا للسيدات 2023 منطقة شرق ووسط أفريقيا        | الأولى   |
| غينيا الاستوائية | هوريكانيس                           | بطل تصفيات دوري أبطال أفريقيا للسيدات 2023 اتحاد وسط أفريقيا             | الأولى   |
| جنوب إفريقيا     | ماميلودي صن داونز                   | بطل تصفيات دوري أبطال أفريقيا للسيدات 2023 منطقة جنوب أفريقيا            | الثالثة  |

## السحب
أُجري سحب هذه النسخة من البطولة في أبيدجان، ساحل العاج في 9 أكتوبر 2023 الساعة 16:00 CET (16:00 GMT). تم اختيار الـ 8 فرق المؤكدة في مجموعتين من أربعة فرق. كمستضيفي المنافسة، تم تخصيص أتليتيكو أبيدجان للموضع A1.

## الملاعب
| كورهوغو سان بيدرودوري أبطال إفريقيا للسيدات 2023 (ساحل العاج) | كورهوغو                 | سان بيدرو        |
| ------------------------------------------------------------- | ----------------------- | ---------------- |
| كورهوغو سان بيدرودوري أبطال إفريقيا للسيدات 2023 (ساحل العاج) | ملعب أمادو جون كوليبالي | ملعب لوران بوكو  |
| كورهوغو سان بيدرودوري أبطال إفريقيا للسيدات 2023 (ساحل العاج) | Capacity: 20،000        | Capacity: 20،000 |
| كورهوغو سان بيدرودوري أبطال إفريقيا للسيدات 2023 (ساحل العاج) |                         |                  |

## مسؤولو المباراة
الحكام
- غادة مهات
- سوفيس إيراتونغا
- ألين جيمبانغ أ إيتونغ
- شاهندة المغربي
- ناتاشا جيراردين كونان
- إينيس غومبو
- أنسينو توانيانيوكوا
- يميسي أكينتوي
- ساليما موكاسانجا
- ألين أوموتوني
- أخونا ماكاليما
- فينستيا أميدومي
- درصاف القنواطي
- شاميرا نابادا

حكام مساعدين
- أسما فريال وهاب
- نفيسة ييكيني
- فيديس بانغورامبونا
- يارا عاطف
- بريسك دانييل تا
- ماري نجوغي
- برنادتار كويمبيرا
- فانتا كوني
- مريم شداد
- كوينسي فيكتور
- هدى عفينه
- نانسي كاسيتو

مساعدو الحكام بالفيديو
- عيسى سي
- ماريا ريفيت
- فتيحة جرمومي
- بشرى كربوبي
- سكينة حمدي
- أبونجيل توم
- ديانا شيكوتيشا

## مرحلة المجموعات
أوقات انطلاق مرحلة المجموعات هي في توقيت غرب إفريقيا (WAT) (ت ع م+01:00).

### كسر التعادل
تم ترتيب الفرق وفقاً لالنقاط (3 نقاط للفوز، 1 نقطة للتعادل، 0 نقطة للخسارة).
إذا تساوى فريقان في النقاط، يتم تطبيق معايير كسر التعادل التالية، بالترتيب المحدد، لتحديد الترتيب (المادة 71 من اللوائح):
1. النقاط في المباريات المباشرة بين الفريقين المتعادلين;
2. فارق الأهداف في جميع مباريات المجموعة;
3. الأهداف المسجلة في جميع مباريات المجموعة;
4. القرعة.

إذا كان هناك أكثر من فريقين متعادلين، تم تطبيق المعايير التالية:
1. النقاط في المباريات بين الفرق المتعادلة;
2. فارق الأهداف في المباريات بين الفرق المتعادلة;
3. الأهداف المسجلة في المباريات بين الفرق المتعادلة;
4. إذا بعد تطبيق جميع المعايير السابقة، كان لا يزال هناك فريقان متعادلان، يتم إعادة تطبيق المعايير السابقة على المباريات التي لعبت بين الفريقين المعنيين. إذا لم يحل التعادل، يتم تطبيق المعايير الثلاثة التالية;
5. فارق الأهداف في جميع مباريات المجموعة;
6. الأهداف المسجلة في جميع مباريات المجموعة;
7. القرعة.

### المجموعة أ
| أتلتيكو أف سي دابيجان | 1–1   | إس سي الدار البيضاء |
| --------------------- | ----- | ------------------- |
| - أغبو 37'            | تقرير | - كوفي 81'          |

| جاي كي تي كوينز | 0–2   | ماميلودي صن داونز             |
| --------------- | ----- | ----------------------------- |
|                 | تقرير | - راماليبي 41' - ثولاكيلي 75' |

| أتلتيكو أف سي دابيجان | 1–2   | جاي كي تي كوينز          |
| --------------------- | ----- | ------------------------ |
| - نيامين 33'          | تقرير | - جيرالد 66' - سالوم 85' |

| ماميلودي صن داونز | 1–0   | إس سي الدار البيضاء |
| ----------------- | ----- | ------------------- |
| - كغادييت 42'     | تقرير |                     |

| ماميلودي صن داونز                     | 3–0   | أتلتيكو أف سي دابيجان |
| ------------------------------------- | ----- | --------------------- |
| - سيسي 77' (ه.ذ.) - ثوليكيلي 85'، 88' | تقرير |                       |

| إس سي الدار البيضاء                                         | 4–1   | جاي كي تي كوينز                           |
| ----------------------------------------------------------- | ----- | ----------------------------------------- |
| - هاجري 30' (ركلة.) - مورطاجي 39' - كوفي 45+3' - كوكورا 58' | تقرير | - هيزرون 29' - أثوماني 56' - نيانداغو 84' |

### المجموعة ب
| AS FAR     | 1–2   | أمبم داركوا                       |
| ---------- | ----- | --------------------------------- |
| - بدري 14' | تقرير | - ييبوواه 57' - بنزينة 61' (ه.ذ.) |

| هوركانيس             | 1–1   | أس ماندي                     |
| -------------------- | ----- | ---------------------------- |
| - أوبونو 66' (ركلة.) | تقرير | - ف. ديارا 72' - كارنتاو 81' |

| AS FAR      | 1–0   | هوركانيس |
| ----------- | ----- | -------- |
| - بانوك 33' | تقرير |          |

| أس ماندي             | 3–0   | أمبم داركوا |
| -------------------- | ----- | ----------- |
| - كوني 40'، 71'، 73' | تقرير |             |

| أس ماندي | 0–2   | AS FAR                                   |
| -------- | ----- | ---------------------------------------- |
|          | تقرير | - ديمبيلي 5' (ه.ذ.) - تكناوت 37' (ركلة.) |

| أمبم داركوا                  | 3–1   | هوركانيس       |
| ---------------------------- | ----- | -------------- |
| - تووم 9'، 72' - غنابكان 88' | تقرير | - إيبيني 90+3' |

## مرحلة خروج المغلوب
|  | نصف النهائي          | نصف النهائي    |                     |       | النهائي | النهائي |
|  |                      |                |                     |       |         |         |
|  | 15 نوفمبر – كورهوغو  |                |                     |       |         |         |
|  |                      |                |                     |       |         |         |
|  | ماميلودي صن داونز    | 1              |                     |       |         |         |
|  | ماميلودي صن داونز    | 1              | 18 نوفمبر – كورهوغو |       |         |         |
|  | الجيش الملكي         | 0              |                     |       |         |         |
|  | الجيش الملكي         | 0              | ماميلودي صن داونز   | 3     |         |         |
|  | 15 نوفمبر – سان بدرو |                | ماميلودي صن داونز   | 3     |         |         |
|  |                      | الوداد الرياضي | 0                   |       |         |         |
|  | امبم داركوا          | الوداد الرياضي | 0                   | 2 (2) |         |         |
|  | امبم داركوا          |                |                     | 2 (2) |         |         |
|  | الوداد الرياضي (ج.)  | 2 (3)          |                     |       |         |         |
|  | الوداد الرياضي (ج.)  | 2 (3)          | المركز الثالث       |       |         |         |
|  |                      |                |                     |       |         |         |
|  | 19 نوفمبر – كورهوغو  |                |                     |       |         |         |
|  |                      |                |                     |       |         |         |
|  | الجيش الملكي         | 2              |                     |       |         |         |
|  | الجيش الملكي         | 2              |                     |       |         |         |
|  | امبم داركوا          | 0              |                     |       |         |         |

### نصف النهائي
| ماميلودي صن داونز | 1–0   | نادي الجيش الملكي |
| ----------------- | ----- | ----------------- |
| - رابالي 72'      | تقرير |                   |

| أمبم داركوا                               | 2–2 (ب.و.إ.) | نادي الدار البيضاء الرياضي                 |
| ----------------------------------------- | ------------ | ------------------------------------------ |
| - يبواه 6' (ركلة.) - اوسوا 39'            | تقرير        | - يبواه 28' (ه.ذ.) - ديارا 56' (ركلة.)     |
| ركلات الترجيح                             |              |                                            |
| - يبواه - أموه - أبيسيك - أموكو - أمبونسا | 2–3          | - بوزياني - ديارا - مفتاح - مورتجي - هاجري |

### مباراة المركز الثالث
| AS FAR                     | 2–0   | أمبم داركوا |
| -------------------------- | ----- | ----------- |
| - نيامي 33' - الشباك 45+2' | تقرير |             |

### النهائي
| ماميلودي صن داونز                     | 3–0   | SC الدار البيضاء |
| ------------------------------------- | ----- | ---------------- |
| - ثولاكيل 21' (pen)، 79' - رابالي 24' | تقرير |                  |

## إحصائيات

### هدافين
هذه قائمة بأفضل عشرة هدافين في المرحلة الرئيسية من هذه البطولة:
| الترتيب | اللاعب               | الفريق                      | الأهداف |
| ------- | -------------------- | --------------------------- | ------- |
| 1       | ريليفوي ثولاكيل      | ماميلودي صن داونز للسيدات   | 5       |
| 2       | أومو كوني            | آي إس ماندي                 | 3       |
| 3       | نيانيمييا جنابكان    | أمبم داركوا                 | 2       |
| 3       | كومفورت ييبوواه      | أمبم داركوا                 | 2       |
| 3       | ناداج كوفي           | نادي سبورتينغ الدار البيضاء | 2       |
| 3       | بويتميلو رابالي      | ماميلودي صن داونز للسيدات   | 2       |
| 7       | كريستيان إيبيين      | هوراكينز                    | 1       |
| 7       | إيلينا أوبونو        | هوراكينز                    | 1       |
| 7       | نيانيمييا جنابكان    | أمبم داركوا                 | 1       |
| 7       | جينيفر أوسوا         | أمبم داركوا                 | 1       |
| 7       | تريسي توام           | أمبم داركوا                 | 1       |
| 7       | اسبيرانس أغبو        | أثليتيكو إف. سي. دي أبيدجان | 1       |
| 7       | ساندرا نييامين       | أثليتيكو إف. سي. دي أبيدجان | 1       |
| 7       | فاتوماتا ديارا       | آي إس ماندي                 | 1       |
| 7       | مافيا نيامي          | نادي الجيش الملكي للسيدات   | 1       |
| 7       | نجاة بدري            | نادي الجيش الملكي للسيدات   | 1       |
| 7       | صفاء بنوك            | نادي الجيش الملكي للسيدات   | 1       |
| 7       | غزلان الشباك         | نادي الجيش الملكي للسيدات   | 1       |
| 7       | فاطمة الزهراء تكناوت | نادي الجيش الملكي للسيدات   | 1       |
| 7       | سيلفيان كوكورا       | نادي سبورتينغ الدار البيضاء | 1       |
| 7       | أجيسا ديارا          | نادي سبورتينغ الدار البيضاء | 1       |
| 7       | مريم هاجري           | نادي سبورتينغ الدار البيضاء | 1       |
| 7       | شيماء مرتجي          | نادي سبورتينغ الدار البيضاء | 1       |
| 7       | ميليندا كغدايت       | ماميلودي صن داونز للسيدات   | 1       |
| 7       | ليبوجانغ راماليب     | ماميلودي صن داونز للسيدات   | 1       |
| 7       | ستوماي أثوماني       | جي كي تي كوينز              | 1       |
| 7       | وينييفريدا جيرالد    | جي كي تي كوينز              | 1       |
| 7       | علياء سالوم          | جي كي تي كوينز              | 1       |

## الترتيب النهائي
حسب العرف الإحصائي في كرة القدم، تُحسب المباريات التي تُحسم في وقت إضافي كفوز وخسارة، بينما تُحسب المباريات التي تُحسم بواسطة ركلات جزاء ترجيحية (كرة القدم) كتعادلات.
| مركز                          | فريق                | لعب | ف | ت | خ | نقاط | أ.له | أ.ع | ف.أ |
| ----------------------------- | ------------------- | --- | - | - | - | ---- | ---- | --- | --- |
| 1                             | ماميلودي صنداونز    | 5   | 5 | 0 | 0 | 15   | 10   | 0   | +10 |
| 2                             | نادي الوداد الرياضي | 5   | 1 | 2 | 2 | 5    | 7    | 8   | -1  |
| 3                             | نادي الجيش الملكي   | 5   | 2 | 1 | 2 | 7    | 6    | 3   | +3  |
| 4                             | أمبم داركوا         | 5   | 2 | 1 | 2 | 7    | 7    | 9   | -2  |
| تم الإقصاء في مرحلة المجموعات |                     |     |   |   |   |      |      |     |     |
| 5                             | نادي إيه إس مانديه  | 3   | 1 | 1 | 1 | 4    | 4    | 3   | +1  |
| 6                             | جي كي تي كوينز      | 3   | 1 | 0 | 2 | 3    | 3    | 7   | -4  |
| 7                             | هرّاكانيس            | 3   | 0 | 1 | 2 | 1    | 2    | 5   | -3  |
| 8                             | أثليتيكو أبيدجان    | 3   | 0 | 1 | 2 | 1    | 2    | 6   | -4  |

## الجوائز
اختارت مجموعة الدراسة الفنية لدوري أبطال أفريقيا للسيدات التالية كأفضل لاعبي البطولة.
| الجائزة           | اللاعبة           | الفريق            |
| ----------------- | ----------------- | ----------------- |
| أفضل لاعبة        | بويتوميلو رابالي  | ماميلودي صن داونز |
| هدافة البطولة     | ريفيلو ثولاكيلي   | ماميلودي صن داونز |
| أفضل حارسة مرمى   | أنديله دلاميني    | ماميلودي صن داونز |
| فريق اللعب النظيف | ماميلودي صن داونز | ماميلودي صن داونز |

أعلنت مجموعة الدراسة الفنية التابعة للاتحاد الإفريقي عن التشكيلة المثالية للبطولة على النحو التالي:
| حراس المرمى       | المدافعون                   | لاعبو الوسط          | المهاجمون            |
| التشكيلة المثالية | التشكيلة المثالية           | التشكيلة المثالية    | التشكيلة المثالية    |
| ----------------- | --------------------------- | -------------------- | -------------------- |
| دلاميني           | راماليبي هاجري يبووا نهلافو | الشباك رابالي موريقي | تكناوت ثولاكيل أوسوا |

المدرب: جيري تشابالالا

## روابط خارجية
- الموقع الرسمي